# Duby v Oboře
Duby v Oboře tvoří skupinu asi 12 památných dubů letních (Quercus robur) rostoucí v lese Obora jihozápadně od zámku Hrádek u Nechanic v okrese Hradec Králové.
Památné duby mají obvod kmenů v rozmezí od 360 do 450 cm, výška kmenů je v rozmezí 18–25 m a jejich stáří je okolo 300 let. Chráněny jako památné stromy jsou od roku 1998 pro svůj vzrůst.
Vedle dubů letních rostou i dvě památné lípy malolisté.

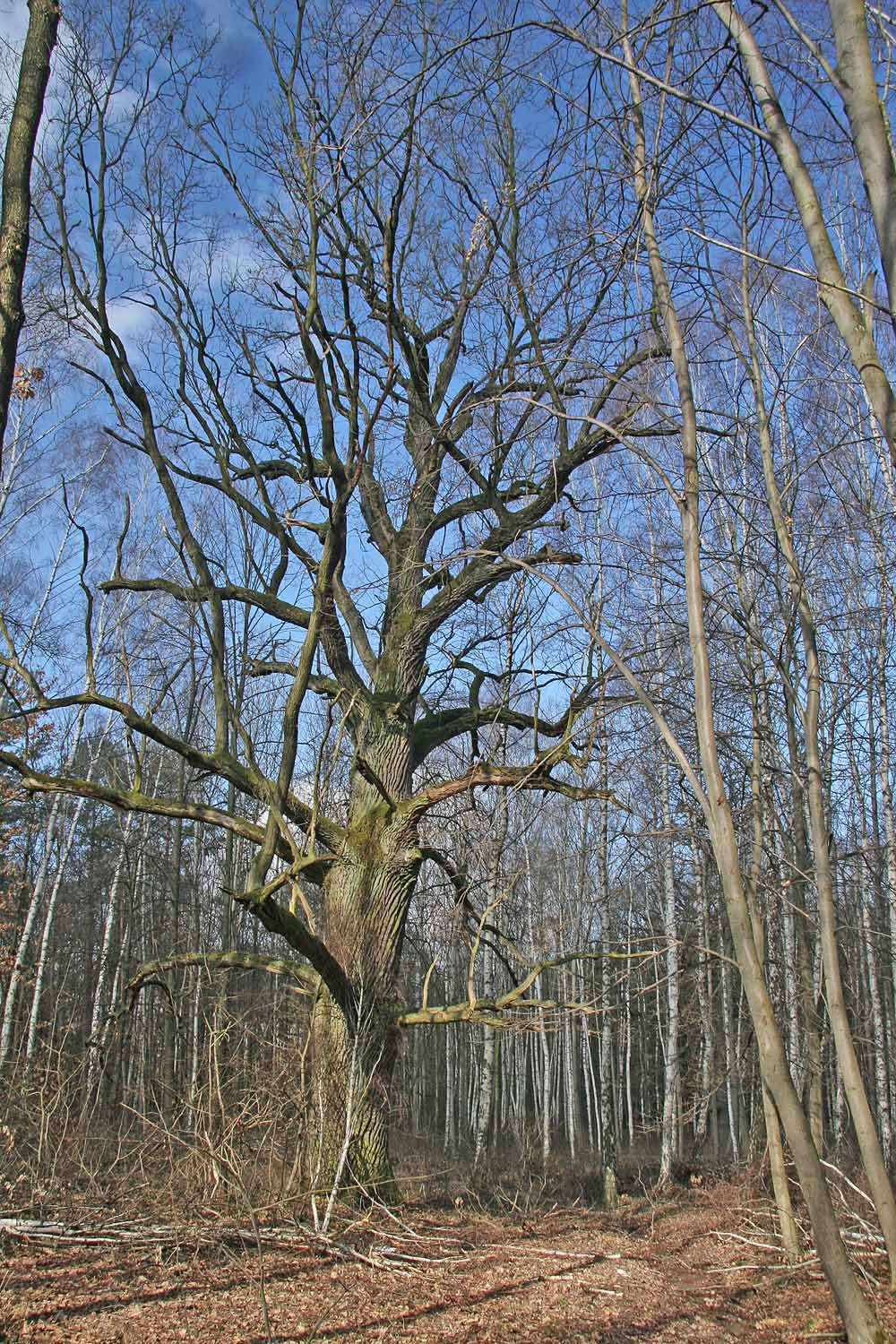
Památné duby v oboře u zámku Hrádek u Nechanic
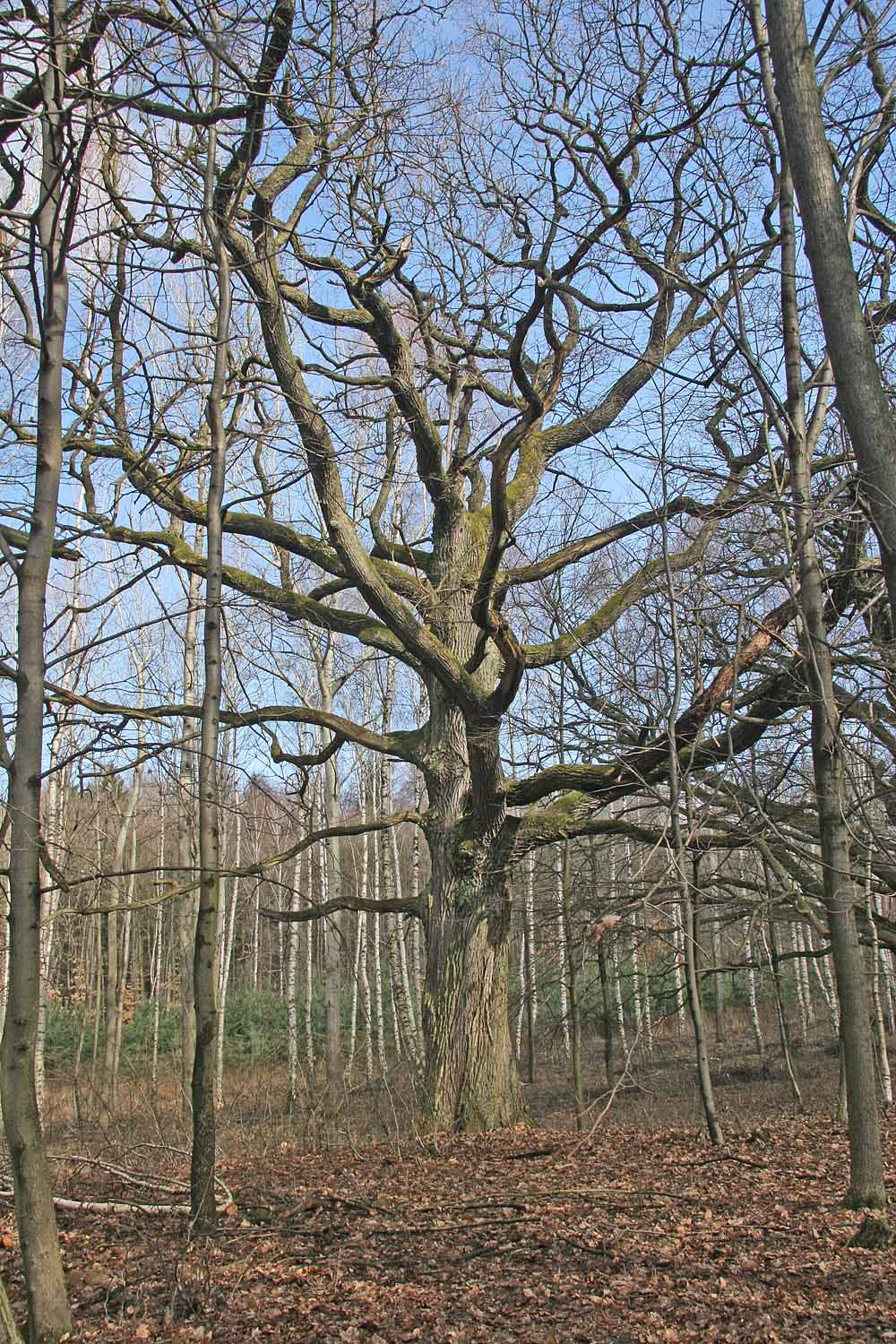
Památné duby v oboře u zámku Hrádek u Nechanic
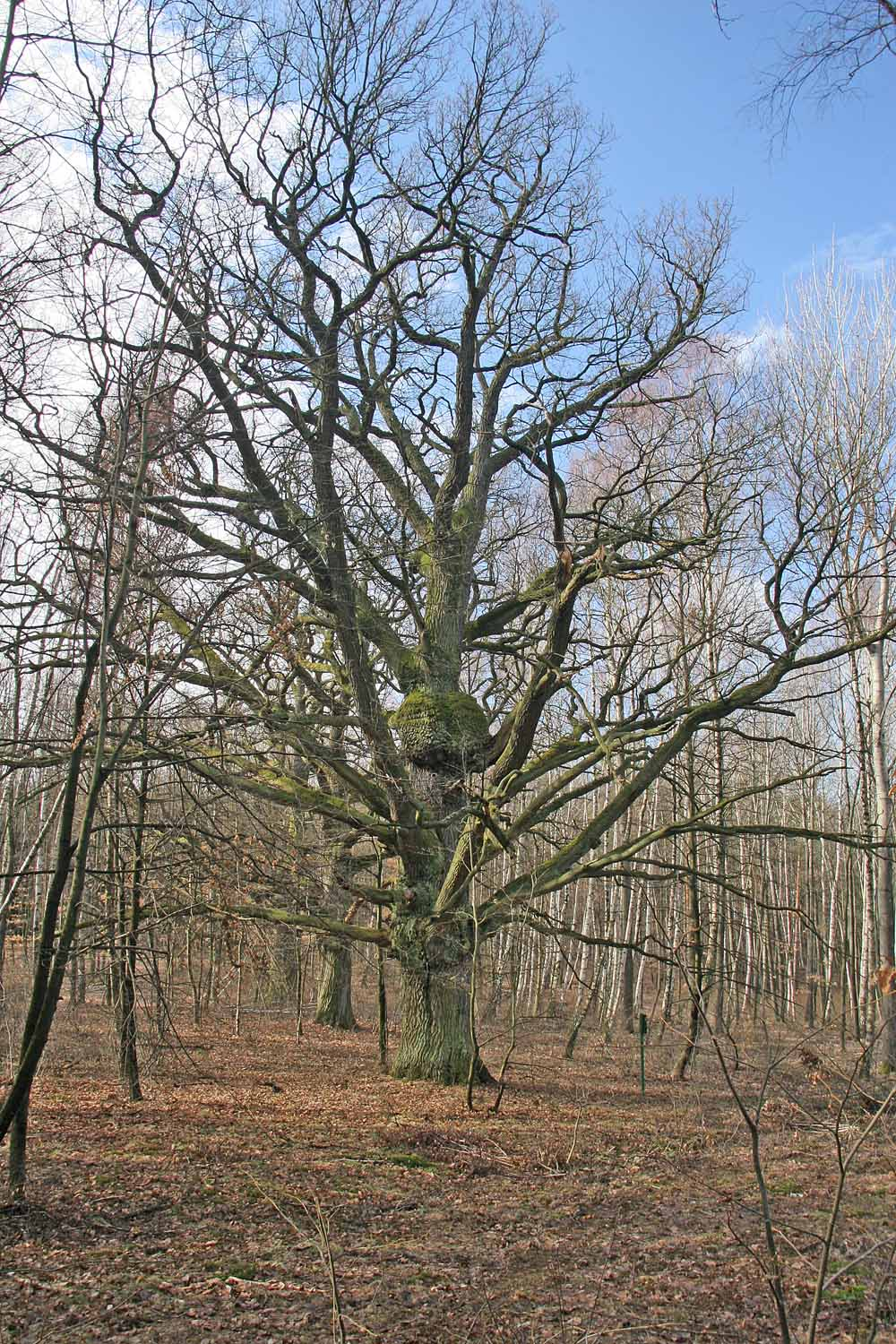
Památné duby v oboře u zámku Hrádek u Nechanic
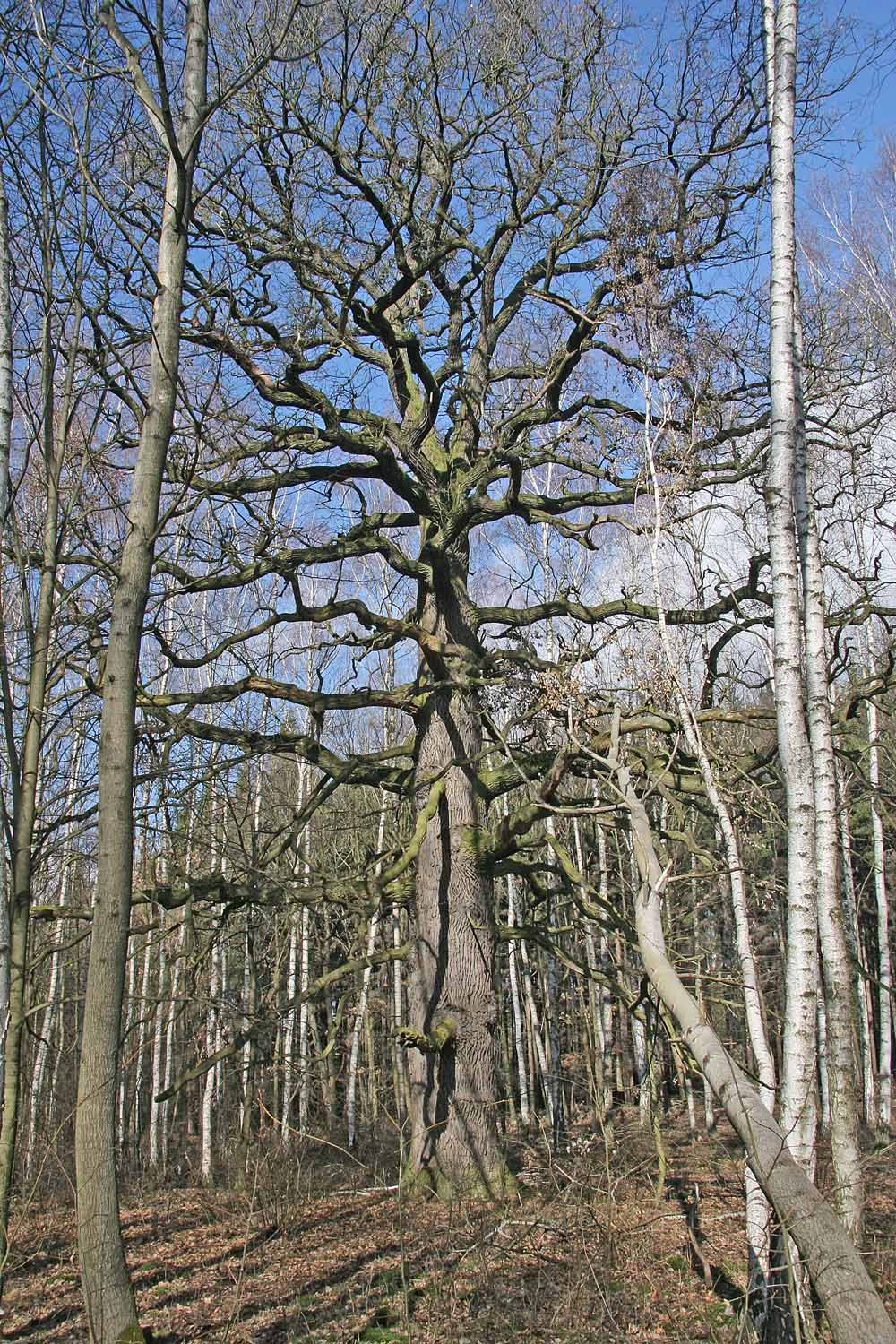
Památné duby v oboře u zámku Hrádek u Nechanic
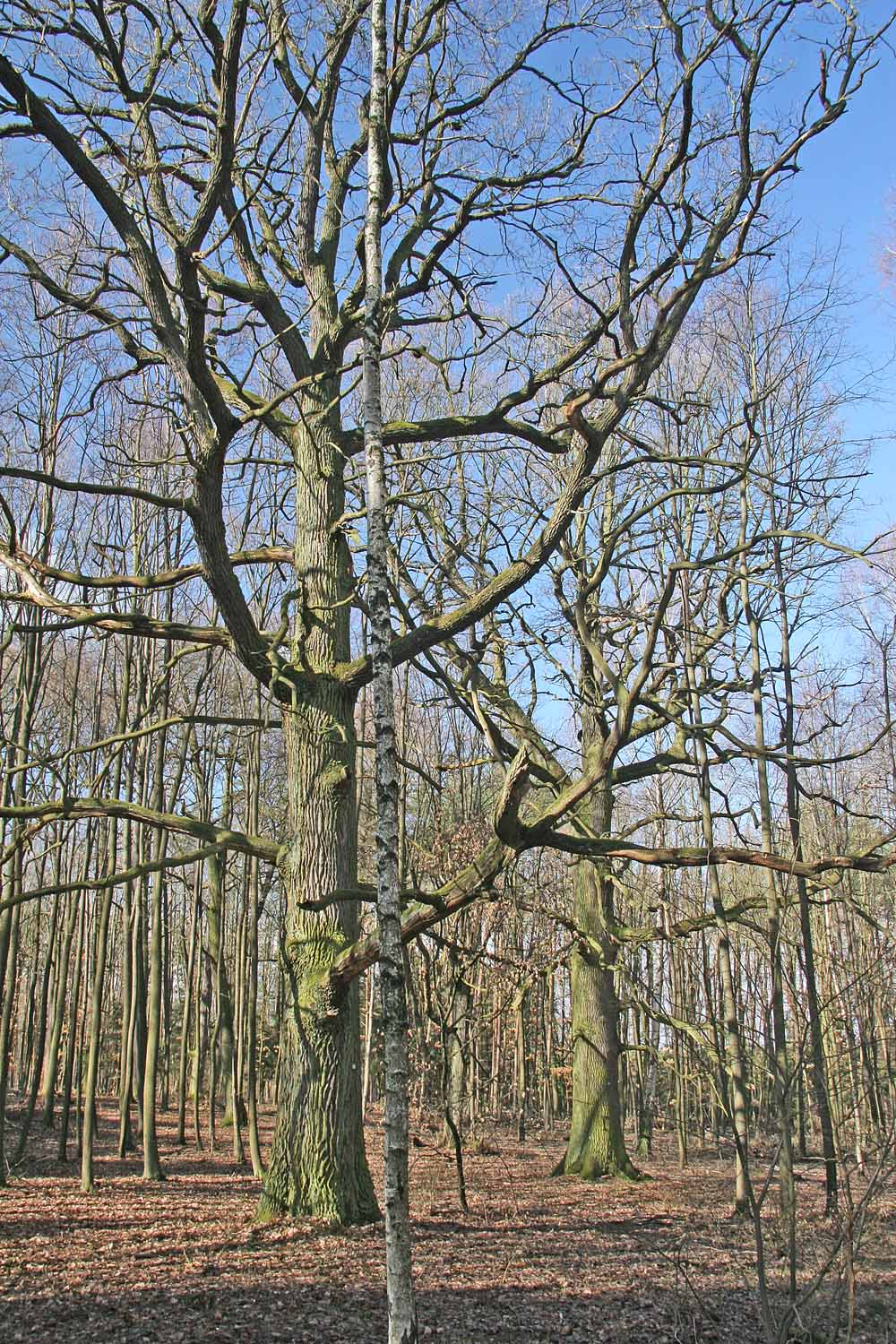
Památné duby v oboře u zámku Hrádek u Nechanic
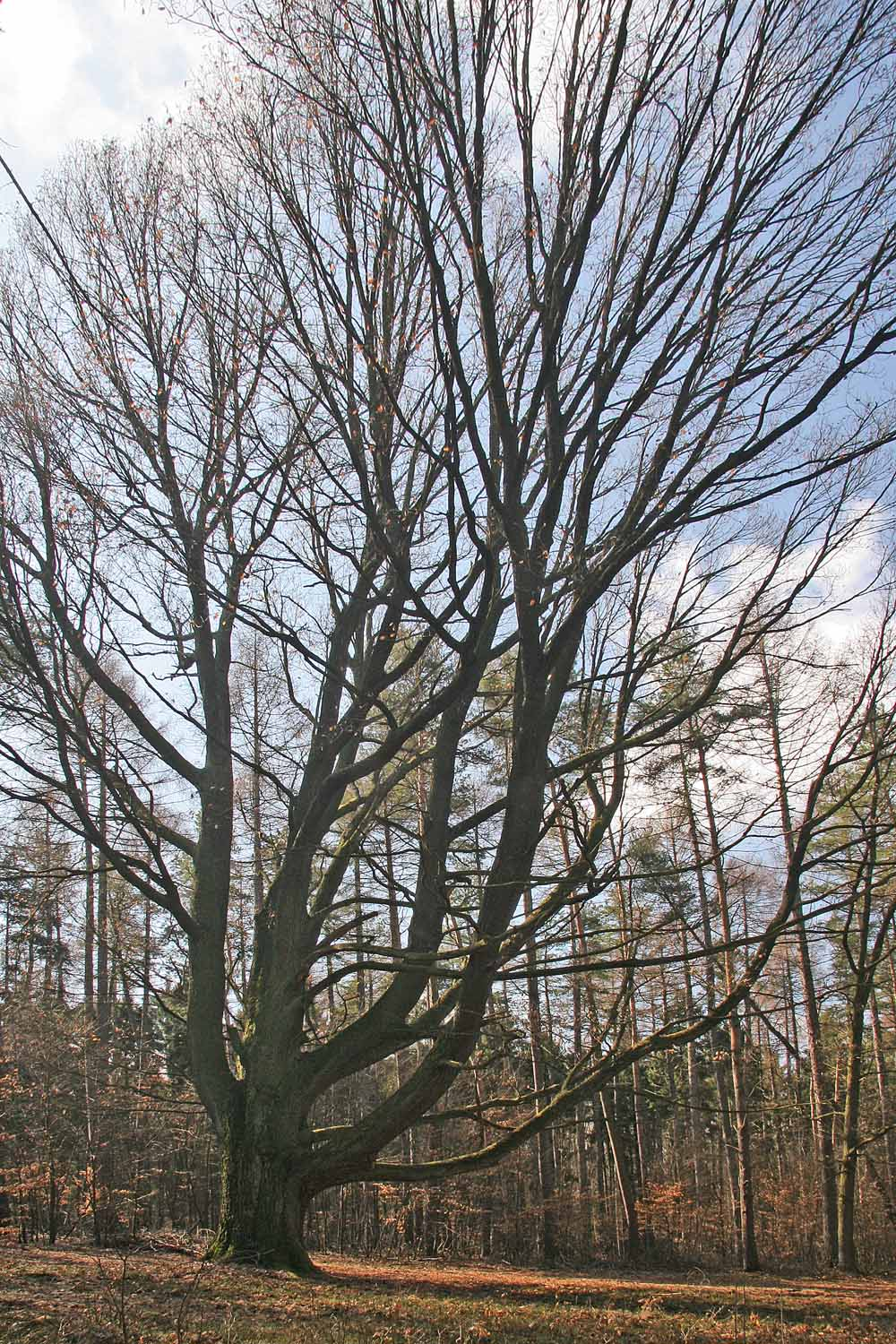
Památné lípy malolisté v oboře pod zámkem Hrádek
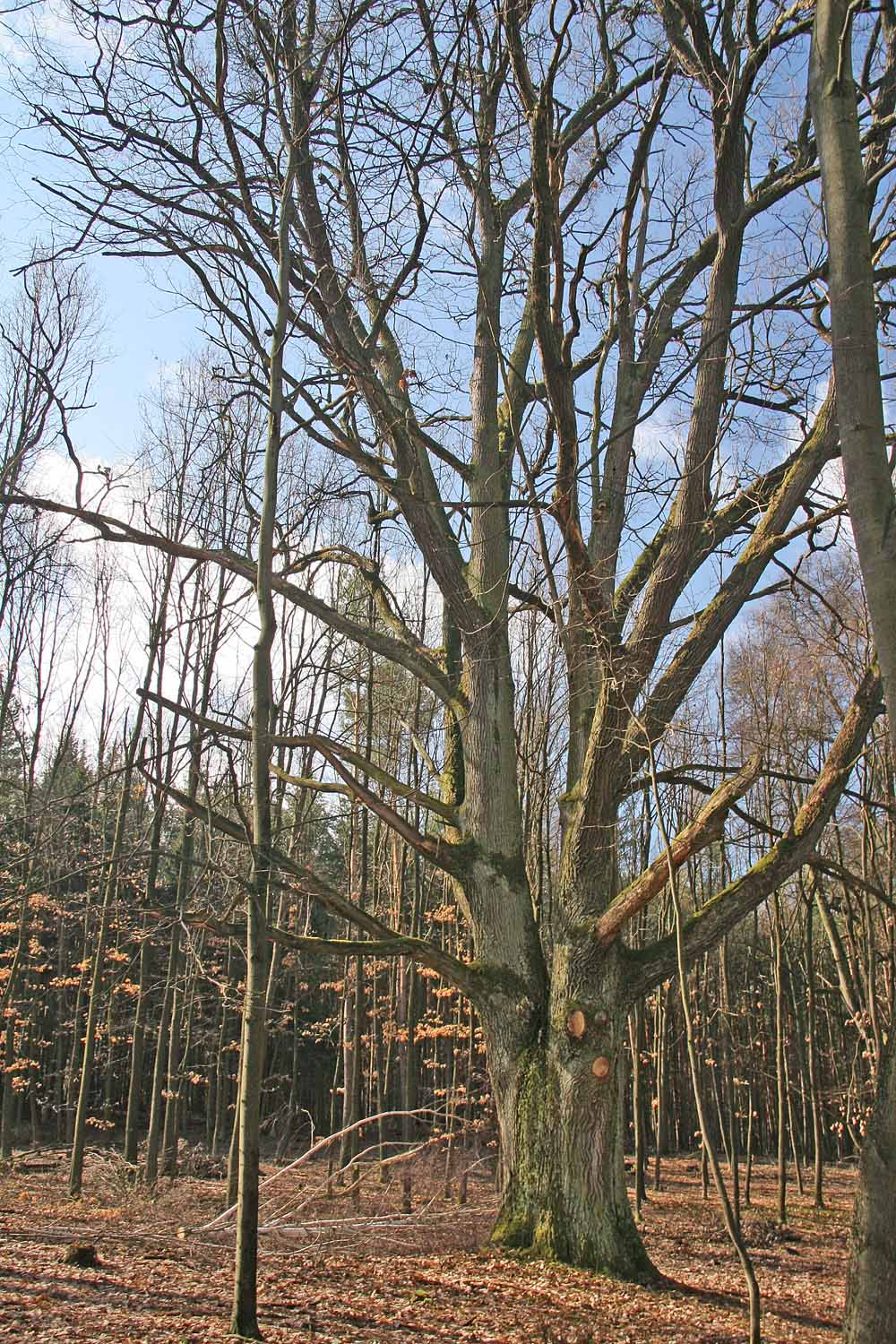
Památné lípy malolisté v oboře pod zámkem Hrádek

## Památné stromy v okolí
- Duby u Stýskalu
- Duby u Kunčic
- Dub u Rokytníka
- Duby u rybníka Žid
- Dub severně od Kunčic